# 2004 VF131
2004 VF1311, também escrito como 2004 VF131, é um objeto transnetuniano que está localizado no Cinturão de Kuiper, uma região do Sistema Solar. Este corpo celeste está em uma ressonância orbital de 4:7 com o planeta Netuno. Ele possui uma magnitude absoluta de 6,8 e tem um diâmetro estimado com 175 km.

## Descoberta
2004 VF131 foi descoberto no dia 9 de novembro de 2004 pelo Canada-France Ecliptic Plane Survey.

## Órbita
A órbita de 2004 VF131 tem uma excentricidade de 0,212 e possui um semieixo maior de 43,552 UA. O seu periélio leva o mesmo a uma distância de 34,305 UA em relação ao Sol e seu afélio a 52,798 UA.